# 松平重親
松平 重親（まつだいら しげちか、生年不詳 - 弘治4年1月10日（1558年1月29日））は、戦国時代の武将。松平光親の子。能見松平家2代。通称 傳七郎。兄に松平親友がいる。

## 略歴
松平長親・信忠らに仕え、しばしば戦に従軍した。弘治4年（1558年）1月10日に死去。法名は浄舜。墓所は能見観音寺。